# Ardisia aberrans
Ardisia aberrans (E.Walker) C.T.Wu & C.Chen – gatunek roślin z rodziny pierwiosnkowatych (Primulaceae). Występuje naturalnie w Chinach – w prowincji Junnan. 

## Morfologia
PokrójZimozielony krzew dorastający do 1,2–2 m wysokości.
LiścieBlaszka liściowa ma kształt od eliptycznego do lancetowatego. Mierzy 17–23 cm długości oraz 5–9 cm szerokości, jest całobrzega, ma tępą lub klinową nasadę i spiczasty wierzchołek. Ogonek liściowy jest nagi i ma 6–10 mm długości.
KwiatyZebrane w wierzchotkach wyrastających z kątów pędów. Mają działki kielicha o owalnym kształcie i dorastające do 1 mm długości. Płatki są owalne i mają białą barwę.
OwocPestkowce mierzące 5 mm średnicy, o niemal kulistym kształcie.

## Biologia i ekologia
Rośnie w lasach. Występuje na wysokości od 1100 do 1400 m n.p.m.